# Аколіт

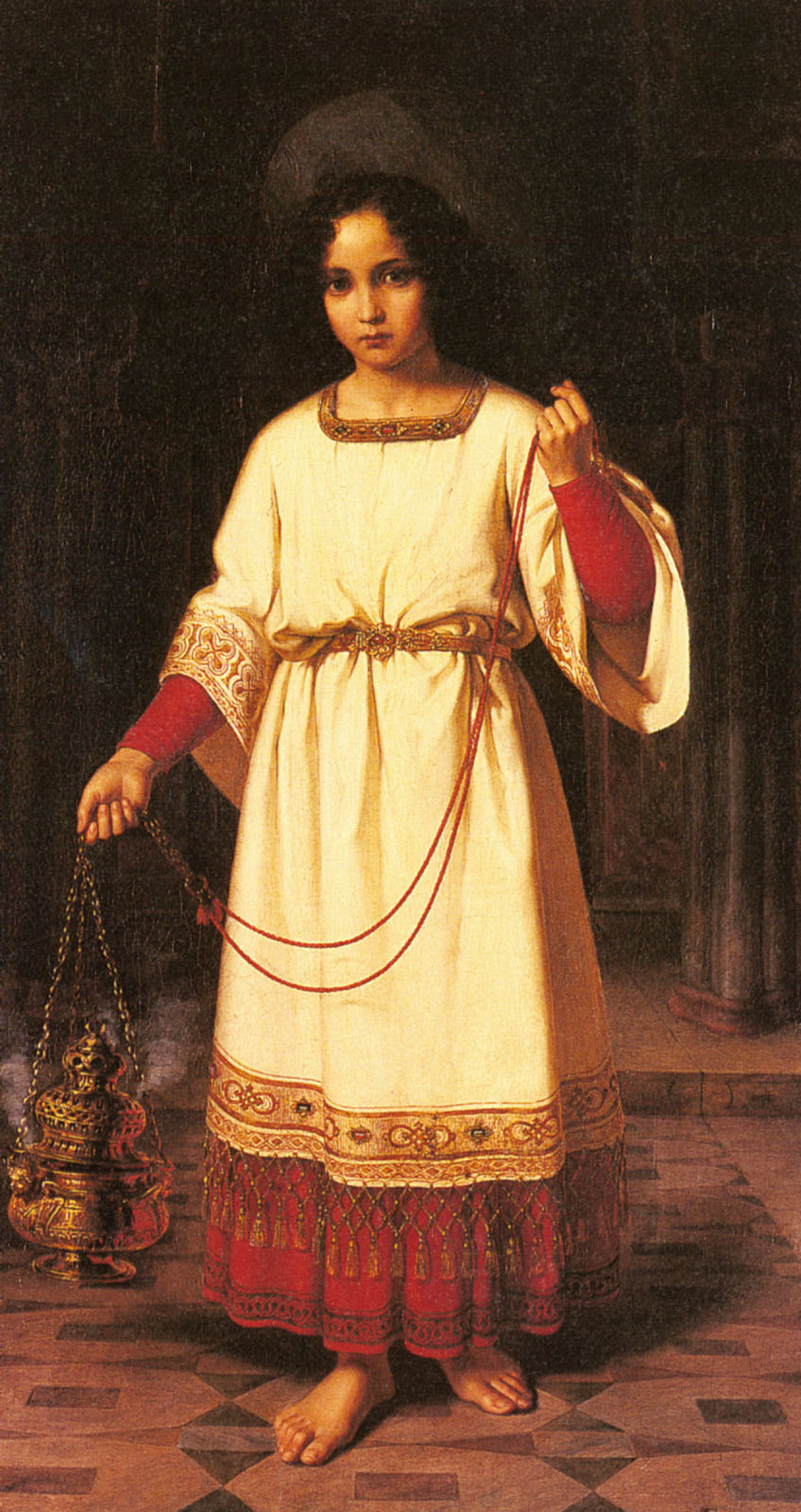
Аколіт

Аколі́т (лат. acolythus, від грец. ακολουθος, «помічник») — у західному християнстві малий церковний чин; клірик або мирянин, який допомагає під час літургії. Займає сходинку нижче піддиякона. У обов'язки аколіта входить запалювання і носіння свічок, підготовка хліба і вина для освячення Євхаристії, а також ряд інших функцій; аколіт може бути також екстраординарним служителем Євхаристії. Відповідник у східному християнстві — вівтарник. Уперше аколіти згадуються в Римі і Північній Африці в середині III століття, проте можливо що їх поява відноситься ще до II століття. Аколіти існували тільки у рамках західної літургійної традиції, на Сході їх не було. Історично аколіти зараховувалися до малих чинів кліру (лат. ordines minores), до числа яких окрім них належали остиарії, читці й екзорцисти. Після II Ватиканського собору аколіти були виключені з-поміж кліру, і зараховані разом з читцями до так званих поставлених служителів — міністрантів (лат. ministantes assumpti).